# Holcus annuus
Holcus annuus är en gräsart som beskrevs av Philipp Salzmann och Carl Anton von Meyer. I den svenska databasen Dyntaxa används istället namnet Holcus setiglumis. Enligt Catalogue of Life ingår Holcus annuus i släktet mjuktåtlar och familjen gräs, men enligt Dyntaxa är tillhörigheten istället släktet mjuktåtlar och familjen gräs. Arten har ej påträffats i Sverige. Inga underarter finns listade i Catalogue of Life.